# Sagnat
Sagnat is een gemeente in het Franse departement Creuse (regio Nouvelle-Aquitaine) en telt 206 inwoners (2005). De plaats maakt deel uit van het arrondissement Guéret.

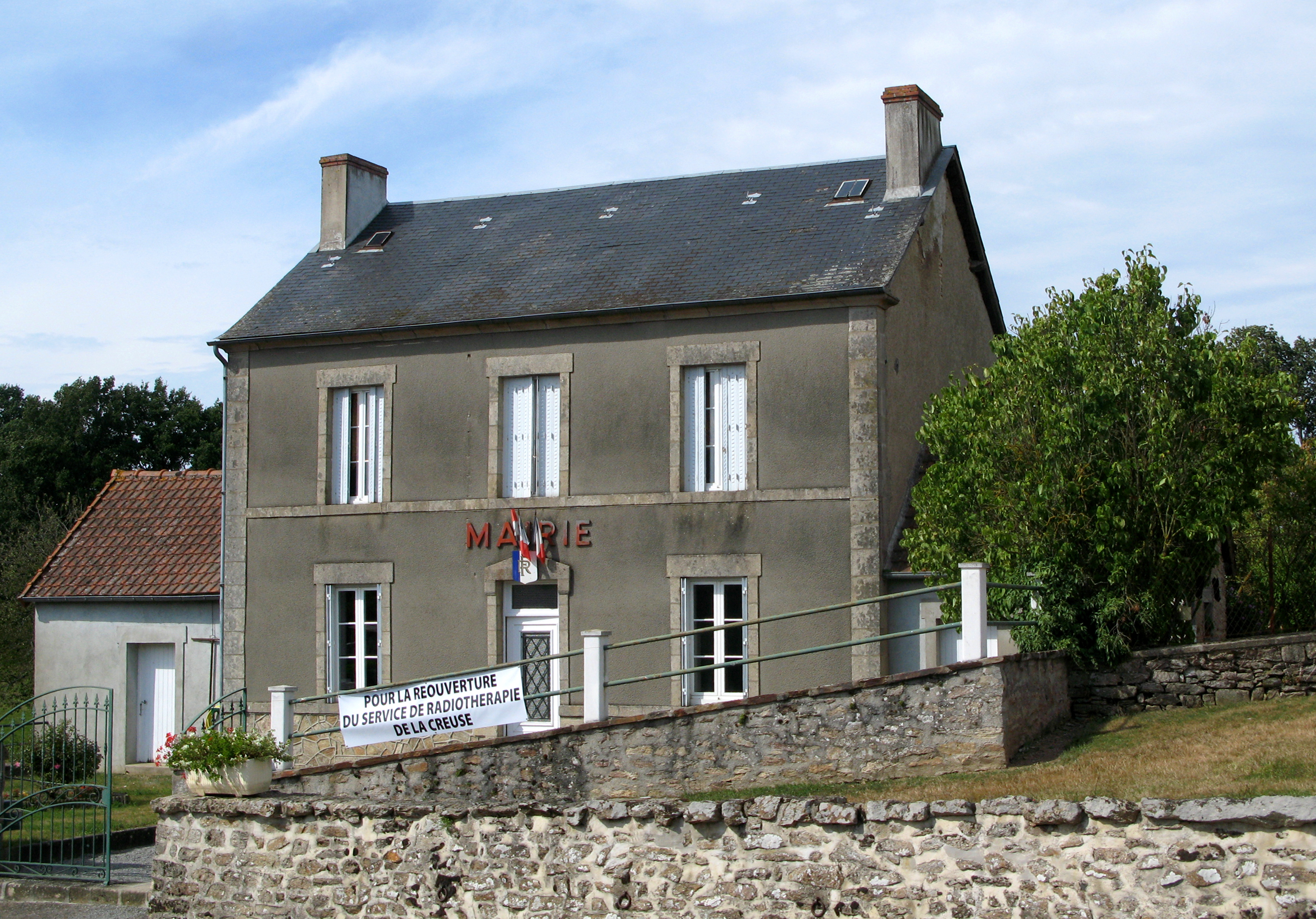
Gemeentehuis

## Geografie
De oppervlakte van Sagnat bedraagt 11,9 km², de bevolkingsdichtheid is 17,3 inwoners per km².

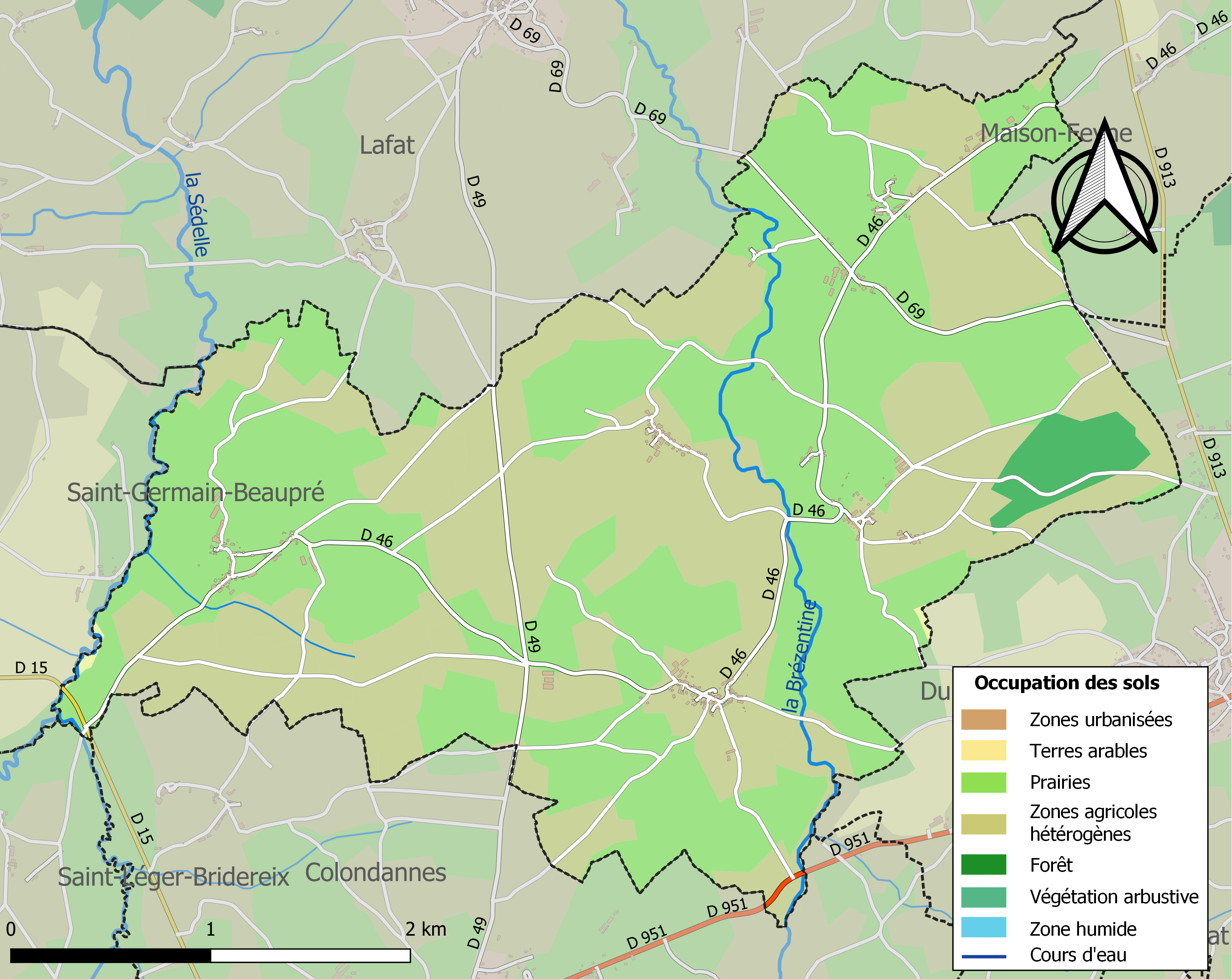
Kaart van de gemeente met de belangrijkste infrastructuur, bodemgebruik en omliggende gemeenten

## Demografie
Onderstaande figuur toont het verloop van het inwonertal (bron: INSEE-tellingen).